# Borstlöpare
Borstlöpare (Loricera pilicornis) är en skalbaggsart som beskrevs av Fabricius. Borstlöpare ingår i släktet Loricera och familjen jordlöpare. Arten är reproducerande i Sverige. Inga underarter finns listade i Catalogue of Life.

## Bildgalleri

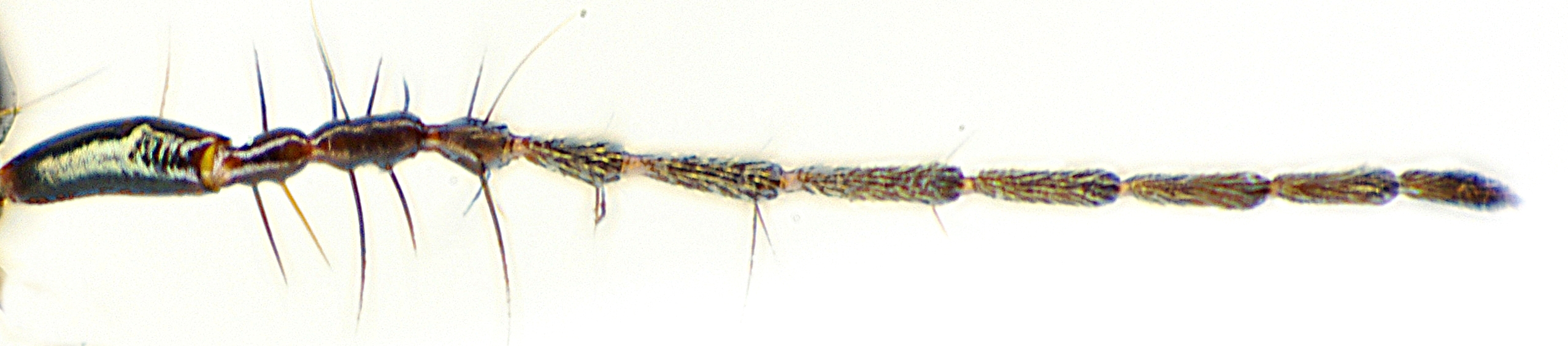
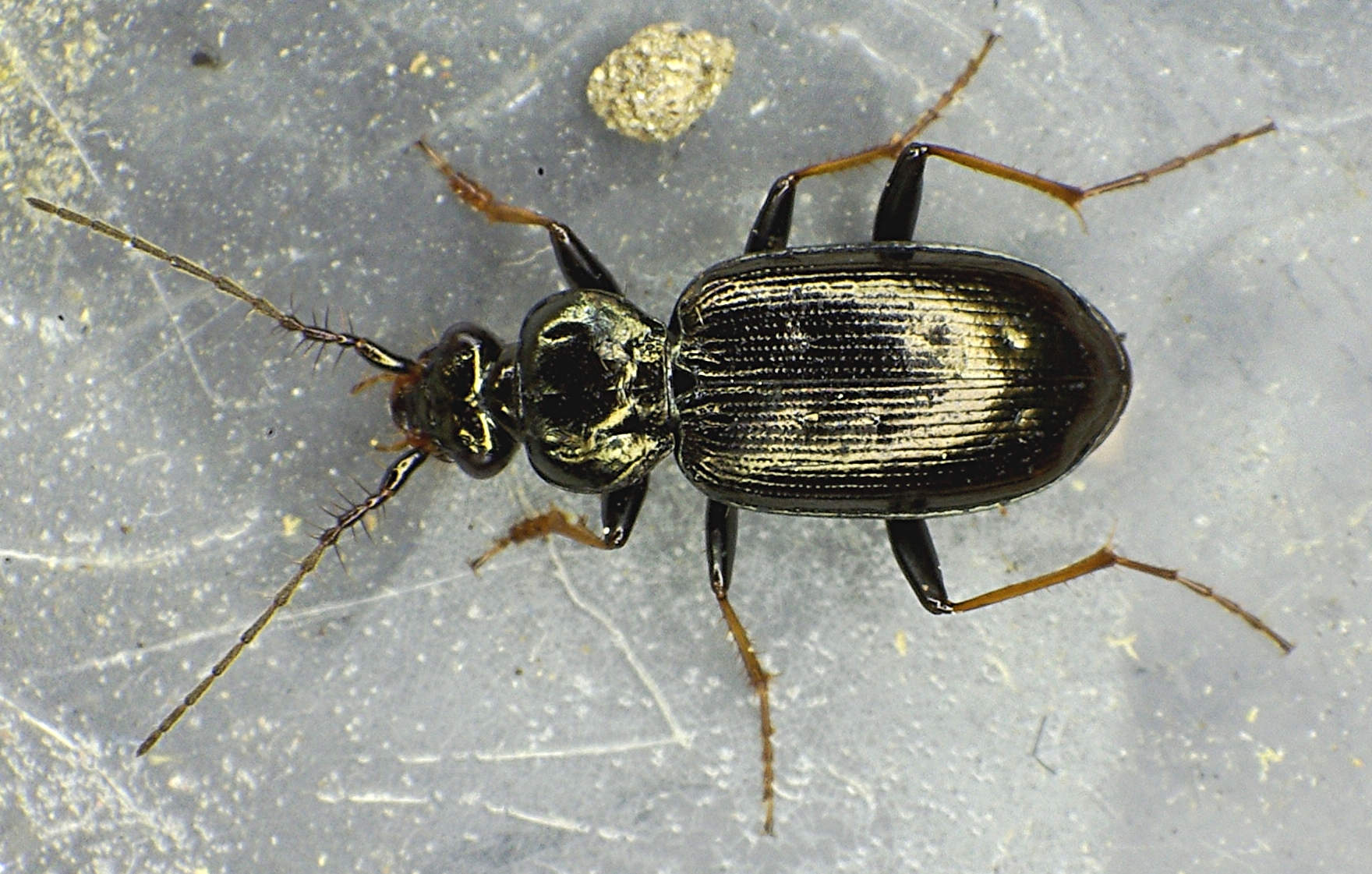
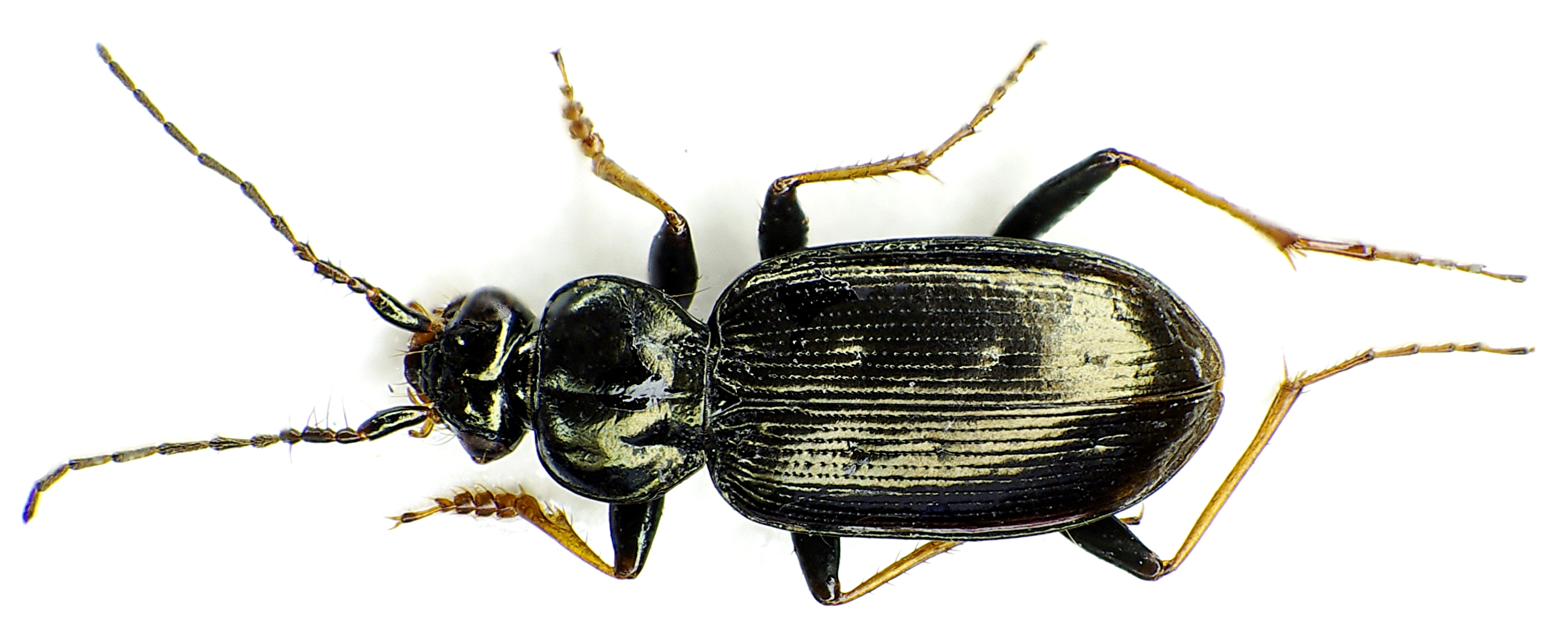
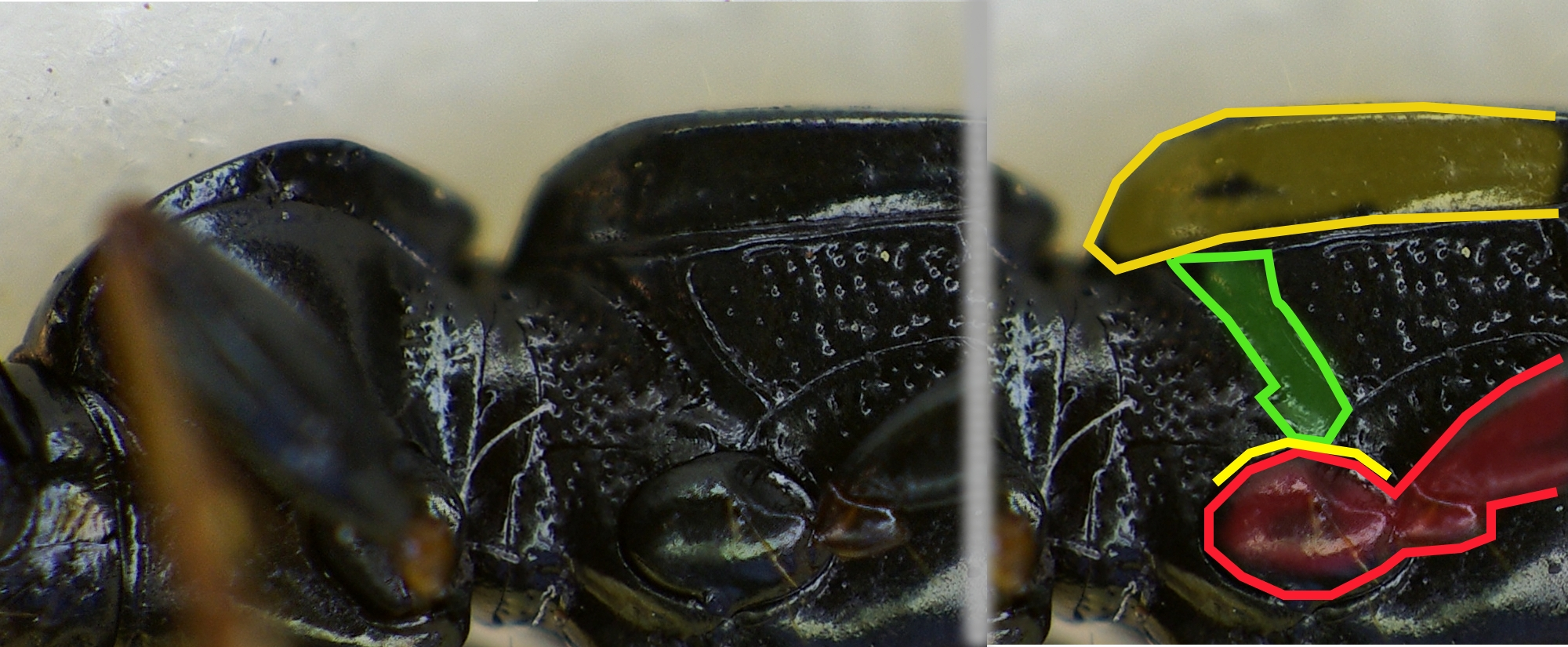
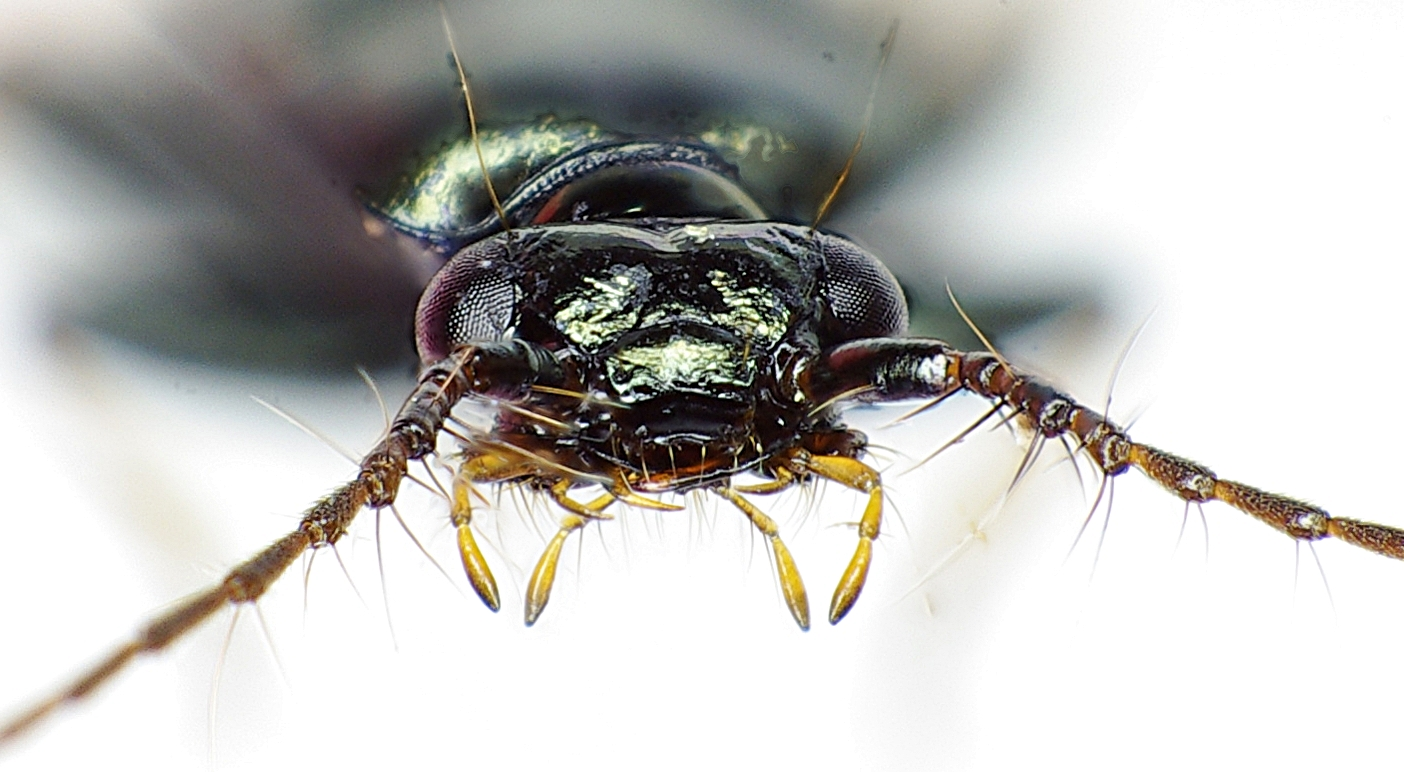
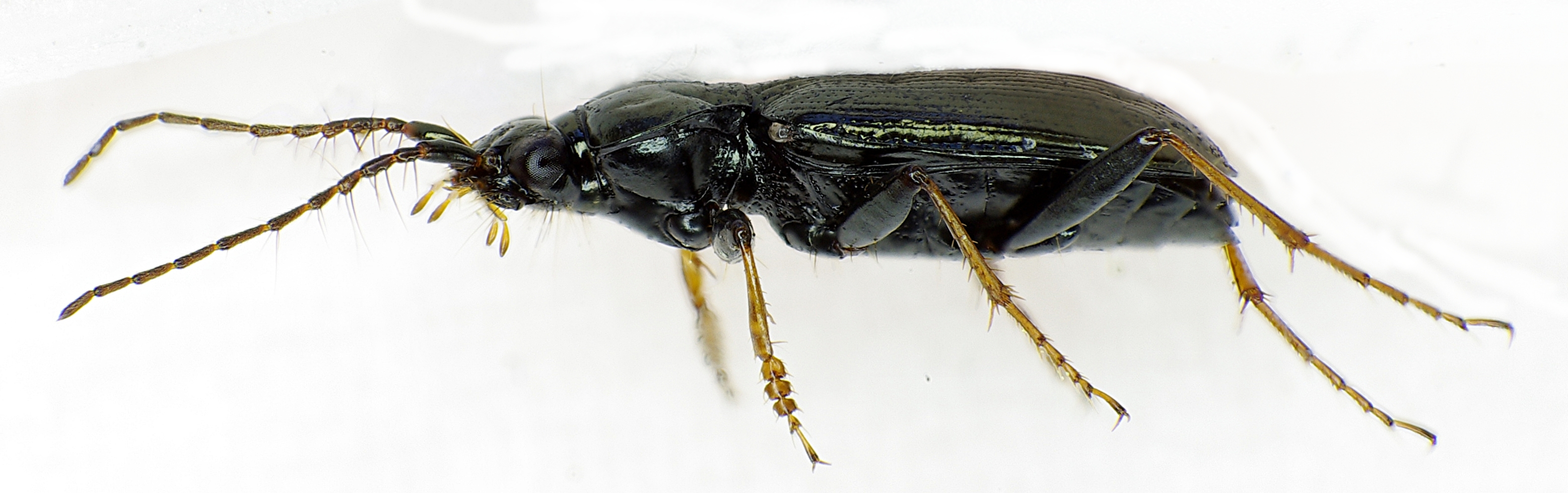